# Frank Speck
Frank Gouldsmith Speck (8 novembre 1881 - 6 février 1950) est un anthropologue américain et professeur à l'Université de Pennsylvanie, spécialisé dans les peuples algonquiens et iroquoiens, parmi les Autochtones des États-Unis et les peuples des Premières Nations de l'Est du Canada.

## Jeunesse et formation
Frank Gouldsmith Speck est le fils de Frank G. et Hattie Speck. Il grandit à Brooklyn (New York) et Hackensack, (New Jersey). Il a une sœur, Gladys H. (8 ans plus jeune) et un frère Reinhard S. (9 ans plus jeune). La famille Speck est suffisamment aisée pour s'offrir les services de avec des domestiques : une femme allemande, Anna Muller; et une femme métis d'ascendance autochtone et afro-américaine, Gussie Giles, de Caroline du Sud. Vers 1910, Frank épouse Florence Insley, de Rockland (New York). Le couple a trois enfants : Frank S., Alberta R. et Virgina C. Speck. La famille vit à Swarthmore, Pennsylvanie, et une résidence d'été près de Gloucester, Massachusetts.
Dans sa jeunesse, Frank Speckedéveloppé un intérêt pour les forêts et les paysages sauvages, ainsi que pour les peuples autochtones. Ces intérêts le poussent à poursuivre des études anthropologiques. Il est admis à l'Université Columbia en 1899. Après avoir travaillé en étroite collaboration avec le professeur et linguiste John Dyneley Prince, qui soutient son intérêt pour les langues et les cultures autochtones, il est présenté à l'anthropologue Franz Boas.
Vers 1900, lors d'un voyage de camping d'été à Fort Shantok (Connecticut), Speck rencontre un groupe de jeunes hommes Mohegan d'environ son âge. Burrill Fielding, Jerome Roscoe Skeesucks et Edwin Fowler l'ont présenté à environ 80 autres membres de leur communauté vivant à Uncasville, près de Fort Shantok, à Mohegan, Connecticut. Speck s'intéresse particulièrement à Fidelia Fielding, une veuve âgée parlant encore couramment la langue Mohegan Pequot. Des sources modernes suggèrent que Speck a été élevé par Fidelia, mais il n'y a aucune preuve dans les archives Mohegan pour soutenir cette supposition. Il ne fait cependant aucun doute que « l'intérêt de Speck pour la littérature, l'histoire naturelle et la linguistique amérindienne » a été inspiré par ses premières rencontres avec le peuple Mohegan.
Frank Speck obtient son baccalauréat de l'Université Columbia en 1904 et entreprend des travaux de terrain parmi les autochtones Yuchi. Il obtient sa maîtrise en 1905,. De 1905 à 1908, il poursuit ses travaux sur les Yuchi, obtenant son doctorat de l'Université de Pennsylvanie  en 1908. Sa thèse est alors supervisée par Boas. Son étude ethnographique porte sur le peuple Yuchi de l'Oklahoma, auprès desquels il a travaillé entre 1904 et 1908,.

## Carrière
En 1907, l'Université de Pennsylvanie a décerné à Frank G. Speck une bourse George Lieb Harrison d'un an, en tant que chercheur au University Museum (aujourd'hui le University of Pennsylvania Museum of Archaeology and Anthropology). Le conservateur adjoint d'archéologie et d'ethnologie George Byron Gordon s'arrange pour que Speck reçoive une double nomination, à la fois en tant qu'assistant en ethnologie au musée de l'université et en tant que chargé de cours d'anthropologie pour l'université. Speck enseigne le cours d'introduction à l'anthropologie.
Le poste de Speck est renouvelé jusqu'en 1912, date à laquelle il est nommé membre à temps plein du corps professoral du nouveau département d'anthropologie. En 1913, après une scission controversée avec le directeur du Penn Museum Gordon, Speck est nommé à la tête du département. Il dirige le département pendant quatre décennies, et ne démissionne qu'en 1949, à la suite d'ennuis de santé.
Speck choisit d'étudier les autochtones d'Amérique près de chez eux, plutôt que les gens de terres plus éloignées. À l'époque les pressions engendrées par la délocalisation, les écoles résidentielles, l'assimilation culturelle et de la marginalisation économique mènent à une dépossession des autochtones de leurs terres et de leurs cultures traditionnelles. Speck considère que son travail constitue une « opération de sauvetage » pour témoigner de ce patrimoine ethnologique à une époque de grand bouleversements pour les peuples autochtones. Il débute ses travaux parmi les autochtones de la Nouvelle-Angleterre mais les prolonge jusqu'au Labrador et l'Ontario.
Franck Speck enseigne à une génération d'anthropologues reconnus, dont : A. Irving Hallowell, Anthony FC Wallace et Loren Eiseley. Speck parraine quelques étudiants autochtones à l'Université de Pennsylvanie : son assistante de recherche Gladys Tantaquidgeon et, pendant une brève période, Molly Spotted Elk. En 1924, Speck inscrit Tantaquidgeon aux cours du Penn's College pour enseignants. Il l'encourage à prendre en charge des projets de recherche indépendants parmi les peuples Delaware, Wampanoag et Mohegan. Margaret Bruchac a étudié la relation académique entre Frank Speck et Gladys Tantaquidgeon dans son livre intitulé Savage Kin.
Speck aime particulièrement le travail de terrain. Il campe et voyage généralement avec les personnes qu'il étudie. À une époque de stratification sociale extrême et d'élitisme blanc, Speck n'hésite pas à inviter ses informateurs autochtones à le rejoindre dans ses recherches sur le terrain, à donner des conférences dans sa classe et à le visiter chez lui.
Au cours de son travail de terrain avec les Iroquois, Speck s'est rapproché des membres de la Nation Seneca, qui lui donnèrent le nom de Gahehdagowa ("Gros Porc-épic") lorsqu'il a été adopté dans le clan Tortue. Ces adoptions étaient un moyen d'attribuer une position de parenté à des étrangers qui étaient les bienvenus; ils ne constituaient cependant pas une appartenance tribale. Speck s'intéresse particulièrement à la façon dont les systèmes familiaux et de parenté sous-tendaient les organisations tribales et les relations avec les terres d'origine et les ressources naturelles. Au Canada, il s'emploie à cartographier les territoires de chasse de bandes familiales pour documenter les droits des Algonquiens sur le territoire. Ces travaux sont devenus plus tard essentiels dans les revendications territoriales.
Des années 1920 aux années 1940, Frank Speck étudie les Cherokee dans le sud-est des États-Unis et dans l'Oklahoma. Au fil des ans, il a beaucoup travaillé avec l'aîné de la tribu Will West Long de Big Cove, qu'il cite comme co-auteur de son livre Cherokee Dance and Drama (1951), avec son collègue Leonard Bloom.
Speck s'implique dans diverses organisations, comme l'American Association for the Advancement of Science, l'American Anthropological Association, l'American Ethnological Society, la Geographical Society of Philadelphia et l'Archaeological Society of North Carolina (honoraire). Il dirige des travaux pour l'American Museum of Natural History à New York et la Smithsonian Institution à Washington, DC.

## Archives et collections
Au cours de sa carrière, Frank G. Speck rassemble des milliers d'objets autochtones, ainsi que de nombreuses bobines d'enregistrements audio, des rames de transcriptions et des photographies. Sa collection a été répartie dans plusieurs musées, notamment l'American Museum of Natural History, le Museum of the American Indian (aujourd'hui le Musée national des Indiens d'Amérique), le Musée canadien de l'histoire, le Penn Museum et le Peabody Essex Museum.
Les documents de Speck ont été rassemblés et archivés par l'American Philosophical Society, dont il était membre. Certains de ses documents sont aussi conservés au Musée canadien de l'histoire à Gatineau, Québec et à la bibliothèque Phillips du Peabody Essex Museum à Salem.

## Travaux
- The Nanticoke and Conoy Indians with a review of linguistic material from manuscript and living sources (1927) Wilmington: The Historical Society of Delaware
- The Study of the Delaware Indian Big House Ceremony (1931) Harrisburg : Pennsylvania Historical Commission
- Naskapi: The Savage Hunters of the Labrador Peninsula (1935, reprint 1977)  (ISBN 0-8061-1418-5)
- Penobscot man : the life history of a Forest Tribe in Maine, Philadelphie : University of Pennsylvania Press, 1940 (rééd. 1998)
- Contacts between Iroquois Herbalism and Colonial Medicine (1941)  (ISBN 0-8466-4032-5)
- The Tutelo Spirit Adoption Ceremony (1942) Harrisburg : Commonwealth of Pennsylvania, Dept. of Public Instruction, Pennsylvania Historical Commission.
- "Songs from the Iroquois Longhouse." (1942) Program notes for an album of American Indian music from the eastern woodlands, Washington, DC: Library of Congress.
- The Iroquois: A Study in Cultural Evolution (1945), Cranbrook Institute of Science  (ISBN 9780877370079)
- The Roll Call of the Iroquois Chiefs (1950)  (ISBN 0-404-15536-7)
- Symposium on Local Diversity in Iroquois Culture (1951) Washington, DC: US Government Printing Office.
- The Iroquois Eagle Dance: an Offshoot of the Calumet Dance (1953)  (ISBN 0-8156-2533-2)
- The False Faces of the Iroquois (1987)  (ISBN 0-8061-2039-8)
- The Little Water Medicine Society of the Senecas (2002)  (ISBN 0-8061-3447-X)
- Midwinter Rites of the Cayuga Long House (1949)